# Jerry Zucker
Jerry Gordon Zucker (Milwaukee, 11 de março de 1950) é um produtor, roteirista, ator e  cineasta americano.
Conhecido por dirigir os filmes de comédia e paródia Airplane! (1980) e Top Secret! (1984), além do drama sobrenatural Ghost (1990), pelo qual foi indicado ao Oscar de melhor filme.
Jerry é irmão do também diretor David Zucker, com quem realizou diversos trabalhos.

## Filmografia

### Filmes
| Ano  | Título                                         | Diretor | Roteirista | Produtor  | Notas                                      |
| ---- | ---------------------------------------------- | ------- | ---------- | --------- | ------------------------------------------ |
| 1977 | The Kentucky Fried Movie                       | Não     | Sim        | Não       |                                            |
| 1980 | Airplane!                                      | Sim     | Sim        | Executivo | Co-dirigiu com Jim Abrahams & David Zucker |
| 1984 | Top Secret!                                    | Sim     | Sim        | Executivo | Co-dirigiu com Jim Abrahams & David Zucker |
| 1986 | Ruthless People                                | Sim     | Não        | Não       | Co-dirigiu com Jim Abrahams & David Zucker |
| 1988 | The Naked Gun: From the Files of Police Squad! | Não     | Sim        | Executivo |                                            |
| 1990 | Ghost                                          | Sim     | Não        | Não       |                                            |
| 1995 | First Knight                                   | Sim     | Não        | Sim       |                                            |
| 2001 | Rat Race                                       | Sim     | Não        | Sim       |                                            |

| Como produtor - My Life (1993) - A Walk in the Clouds (1995) - My Best Friend's Wedding (1997) - Unconditional Love (2002) - Fair Game (2010) - Friends with Benefits (2011) - Mental (2012) | Como produtor executivo - The Naked Gun 2½: The Smell of Fear (1991) - Brain Donors (1992) - Naked Gun 33⅓: The Final Insult (1994) |  |